# Miroslav Radić (pjesnik)
Miroslav Radić (Bugojno, 1962.) je hrvatski pjesnik i novinar iz BiH.
Osnovnu školu i gimnaziju završio je u Uskoplju, a pedagogiju i teologiju u Rijeci. Vjeroučitelj je u srednjoj školi i jedan od začetnika ekumenizma u Rijeci. Voditelj je Molitveno-karitativne zajednice Agape. Od 1981. živi i radi u Rijeci.

## Djela
- Gospodine otopi led mržnje (pjesme, 1992.)
- Petnaestorica (pjesme u panorami, 2000.)
- Dobar dan vječnosti (pjesme, 2006.)
- Milosno vrijeme - meditacije za svaki tjedan (2014.)[4]
- Sreća praznih ruku (zbirka pjesama, 2016.)[5]
- Radost trećeg dana (meditacije, 2017.)[6]
- Sjeme ljubavi (zbirka pjesama, 2020.)